# Шулянский, Артём Константинович
Артём Константи́нович Шуля́нский (укр. Артем Костянтинович Шулянський; род. 11 апреля 2001, Киев) — украинский футболист, полузащитник клуба «Александрия».

## Клубная карьера
Артём Шулянский родился в Киеве. С четырех лет начал заниматься футболом в ФК «Киев». Потенциал парня сразу разглядели, поэтому он всегда тренировался и играл с детьми, которые на два-три года старше его. Уже через несколько лет перешел в столичный «Арсенал», где первым тренером Артёма был Олег Агеев.
В 2015 году попал в академию киевского «Динамо», где его тренерами были Александр Радченко и Олег Венглинский.
В ДЮФЛУ защищал цвета двух столичных клубов: «Арсенала» и «Динамо». За «Динамо» (U-19) дебютировал 3 марта 2018 в матче против донецкого «Шахтёра» (1:2), выйдя на замену на 87-й минуте вместо Юрия Козыренко. Также в составе динамовцев играл в Юношеской лиге УЕФА, приняв участие в розыгрышах 2018/19 и 2019/20 годов. В сезоне 2019/20 отметился дебютным голом в ворота «Шкендии».
За «Динамо» (U-21) дебютировал 2 декабря 2018 в матче против «Черноморца» (0:0), выйдя на замену. 11 декабря 2020 года в 13-м туре молодёжного чемпионата Украины в матче против «Колоса» футболист получил тяжелую травму — разрыв крестообразной связки левого колена, в связи с чем пропустил остаток сезона 2020/21.
4 июля 2022 подписал трехлетний контракт с «Александрией».

## Карьера в сборной
Привлекался в ряды юношеских сборных Украины разных возрастов, начиная с команды U-15. В частности, участвовал с юношеской сборной Украины (U-17) на Кубке Развития 2018, в котором сборная Украины одержала победу, обыграв в финале израильтян.

## Достижения
«Александрия»
- Серебряный призёр чемпионата Украины: 2024/25